# Fletcherella niphadarcha
Fletcherella niphadarcha är en fjärilsart som beskrevs av Edward Meyrick 1930. Fletcherella niphadarcha ingår i släktet Fletcherella och familjen fjädermott. Inga underarter finns listade i Catalogue of Life.